# Fluorid chloritý
Fluorid chloritý je interhalogen s chemickým vzorcem ClF3. Je to bezbarvý, jedovatý, korozivní a extrémně reaktivní plyn, který kondenzuje na zeleno-žlutou kapalinu. Sloučenina má potenciál jako složka raketových paliv, při leptání v polovodičovém průmyslu, při zpracování paliva do jaderných reaktorů a v dalších průmyslových procesech.

## Příprava, struktura a vlastnosti
Poprvé byl připraven roku 1930 fluorací chloru, tato reakce poskytuje také ClF. Směs produktů je následně dělena destilací.
3 F2 + Cl2 → 2 ClF3
V souhlasu s teorií VSEPR má molekula tvar odpovídající přibližně tvaru písmene T, s jednou kratší vazbou (1,598 Å) a dvěma delšími (1,698 Å).
Obvykle se přechovává v měděných nádobách, měď je dostatečně odolná vůči jeho působení, až do teploty 300 °C, ještě odolnější materiály jsou nikl a Monelův kov. ClF3 lze také přechovávat v křemenných ampulích, ale problémem jsou stopy HF, který pomalu sklo leptá.

## Reakce
Jedná se o velice reaktivní látku, dokáže zapálit třeba i azbest a jiné stavební materiály.
Reakce s kovy poskytují chloridy a fluoridy, s fosforem získáme chlorid fosforitý a fluorid fosforečný. Prudce reaguje s vodou, kterou oxiduje za vzniku kyslíku nebo difluoridu kyslíku.
ClF3 + 2 H2O → 3 HF + HCl + O2
ClF3 + H2O → HF + HCl + OF2
Také dokáže převést řadu oxidů kovů na halogenidy a kyslík nebo difluorid kyslíku.
Jedním z hlavních využití ClF3 je výroba fluoridu uranového fluorací kovového uranu:
U + 3 ClF3 → UF6 + 3 ClF